# Yōsuke Ikehata
Yōsuke Ikehata (jap. 池端 陽介, Ikehata Yōsuke; * 7. Juni 1979 in der Präfektur Shizuoka) ist ein ehemaliger japanischer Fußballspieler.

## Karriere
Ikehata erlernte das Fußballspielen in der Schulmannschaft der Shimizu Commercial High School. Seinen ersten Vertrag unterschrieb er 1998 bei den Sanfrecce Hiroshima. Der Verein spielte in der höchsten Liga des Landes, der J1 League. Für den Verein absolvierte er vier Erstligaspiele. 2000 wechselte er zum Ligakonkurrenten Verdy Kawasaki. Für den Verein absolvierte er vier Erstligaspiele. 2001 wechselte er zum Zweitligisten Ōita Trinita. Für den Verein absolvierte er 24 Spiele. 2002 wechselte er zum Ligakonkurrenten Ventforet Kofu. Am Ende der Saison 2005 stieg der Verein in die J1 League auf. Am Ende der Saison 2007 stieg der Verein wieder in die J2 League ab. Für den Verein absolvierte er 217 Spiele. 2011 wechselte er zum Ligakonkurrenten Kataller Toyama. Am Ende der Saison 2014 stieg der Verein in die J3 League ab. Für den Verein absolvierte er 97 Spiele. 2016 wechselte er zu Okinawa SV. Ende 2018 beendete er seine Karriere als Fußballspieler.

## Erfolge
Sanfrecce Hiroshima
- Kaiserpokal

Finalist: 1999